# 사랑하기 때문에 (영화)
"사랑하기 때문에"는 2017년에 개봉한 대한민국의 영화이다.
영화의 제목은 故 유재하의 노래에서 따왔고, 주지홍 감독은 유재하의 노래가 깊숙하게 배어든 영화라고 하였다.

## 캐스팅
- 차태현 : 진이형 역
- 김유정 : 장수이 (스컬리) 역
- 서현진 : 이현경 역
- 박근형 : 할아버지 역
- 선우용여 : 할머니 역
- 성동일 : 박찬일 형사 역
- 배성우 : 안여돈 역
- 임주환 : 찬영 역
- 김윤혜 : 김말희 역
- 오나라 : 찬일 아내 역
- 김사희 : 다인 역
- 장도윤 : 요셉 역
- 김강훈 : 박정민 역
- 김계선 : 양호선생님 역
- 이상희 : 학교 경비 역
- 김정우 : 체육선생님 역
- 옥자연 : 홍대 버스킹녀 역
- 신현묵 : 홍대 버스킹남 역
- 한희정 : 산부여의사 역
- 신재이 : 산부안내간호사 역
- 정우혁 : 경찰 1 역
- 양대성 : 경찰 2 역
- 윤다경 : 말희 모 역
- 변정혜 : 중국어선생님
- 박예진 : 말희짝
- 정보연 : 산부수술간호사
- 배유람 : 후배형사 역
- 홍선경 : 꽃집 점원 역
- 박지윤 : 라디오 DJ / 뉴스 아나운서 (목소리) 역
- 박미현 : 여학생 1 역
- 김지은 : 여학생 2 역
- 김수미 : 여학생 3 역
- 문서형 : 여학생 목소리 1 역
- 장지윤 : 여학생 목소리 2 역
- 김혜진 : 여학생 목소리 3 역
- 곽인준 : 할매아들 역
- 김영서 : 할매딸 역
- 박지수 : 할매며느리 역
- 설주미 : 요양원 간호사 1 역
- 주예린 : 요양원 간호사 2 역
- 문정환 : 작곡가 1 역
- 김선일 : 작곡가 2 역
- 이태욱 : 현경 전 남자친구 역
- 김현지 : 전남친의 여자친구 역
- 유순웅 : 옆집할배 역
- 김윤홍 : 의사 역
- 이재우 : 오디션 진행FD 역
- 이창희 : 오디션 남심사 1 역
- 김준범 : 오디션 남심사 2 역
- 오선화 : 찬영 호감녀 역
- 구영준 : 과거밴드 기타 역
- 송두용 : 과거밴드 드럼 역
- 최성일 : 과거밴드 베이스 역
- 김여은 : 과거밴드 키보드 역
- 오영준 : 올댓뮤직밴드 기타 역
- 김종한 : 올댓뮤직밴드 드럼 역
- 이범석 : 올댓뮤직밴드 베이스 역
- 이혜미 : 올댓뮤직밴드 키보드 역
- 장혁 : 점쟁이 역 (특별출연)
- 홍경민 : 심사선배 역 (특별출연)
- 신승환 : 용의자 역 (특별출연)
- 조달환 : 택시기사 역 (특별출연)
- 윤공주 : 오디션 여심사 역 (특별출연)
- 이승열 : 올댓뮤직사회자 역 (특별출연)